# Tory Party
De Tory Party is de voorloper van de huidige Conservative Party in het Verenigd Koninkrijk.
De term Tory wordt nu vaak gebruikt als een alternatief woord voor een conservatief. Sommige conservatieven vinden echter dat de benaming Tory afbreuk doet aan hun imago, omdat kiezers die term zouden associëren met de regeringsperioden van Margaret Thatcher en John Major.
De term Tory komt uit de tijd van de Exclusion Bill-crisis van 1678-1681. De Whigs waren voor een uitsluiting van Jacobus VII en II voor de Engelse, Ierse en Schotse troon. De Tories waren tegen.
Beide namen (Whigs en Tories) waren scheldnamen: een "whiggamor" was een veedrijver, en een "tory" was een Ierse term voor een misdadiger.
In het begin van de Hannoveriaanse periode werden de Whigs de belangrijkste politieke partij in de regering. Tijdens deze periode zijn de Tories bijna uitgestorven als politieke macht. Tijdens de regering van George III veranderde dit, hij bevrijdde zich van de "Whig-magnaten" en een nieuwe Tory-partij ontstond. Ze bestond voornamelijk uit voormalige gematigde Whigs.
Eind 18e eeuw waren de Tories ervan overtuigd dat de Koning het recht had om de koers van het land te bepalen, en niet om alleen maar te handelen naar de wensen van het parlement.
Toen de Liberal Party ontstond uit een samenwerking tussen de Whigs en de (Tory-)volgelingen van Robert Peel, werden de Tories geleid door de Earl of Derby en Benjamin Disraeli die de officiële naam veranderd hebben in Conservative Party.